# Савјет министара Краљевине Холандије
Савјет министара Краљевине Холандије (хол. Ministerraad van het Koninkrijk, Rijksministerraad) носилац је извршне власти у Краљевини Холандији која се састоји из четири конститутивне јединице (Холандија, Аруба, Курасао и Свети Мартин).

## Састав
Савјет министара Краљевине Холандије чине сви министри из Холандије и опуномоћени министри из три конститутивне јединице на Карибима (Аруба, Курасао и Свети Мартин). Предсједник Савјета министара Краљевине је министар-предсједник Холандије („премијер”).
Европска Холандија је доминантна међу конститутивним јединицама Краљевине Холандије те су стога и њени сви министри представљени у Савјету министара Краљевине. Са друге стране, три карипске земље су представљене тек са по једним опуномоћеним министром.

## Дјелокруг
Савјет министара Краљевине Холандије (хол. Rijksministerraad) различит је орган од Савјета министара Холандије (хол. Ministerraad) којег чине искључиво сви министри из Холандије на челу са министром-предсједником. Сходно томе се разликују и два уставна акта: Повеља Краљевине Холандије и Устав Холандије. Међутим, будући да је континентална Холандија најмоћнија од четири конститутивне јединице које чине Краљевину Холандију онда се и ова два савјета министара често поистовјећују.
Савјет министара Краљевине Холандије се у правилу састаје једном мјесечно док се Савјет министара Холандије састаје једном седмично. Основне надлежности Савјета министара Краљевине су вођење спољних послова и одбране за три карипске конститутивне јединице (Аруба, Курасао и Свети Мартин). Остале надлежности су уређене Повељом Краљевине Холандије.